# Desitin
Die Desitin Arzneimittel GmbH ist ein vollintegriertes Pharmaunternehmen mit Sitz in Hamburg. Das Familienunternehmen hat Niederlassungen in verschiedenen europäischen Ländern und vertreibt seine Produkte weltweit. Der hauptsächliche Produktionsstandort ist Hamburg. Zu den Meilensteinen von Desitin gehören Verbesserungen in der Galenik etablierter Wirkstoffe sowie Neueinführungen von Wirkstoffen, die über Partnerunternehmen einlizenziert wurden.
Der Schwerpunkt der Aktivitäten liegt bei Medikamenten für das zentrale Nervensystem, insbesondere Epilepsie und Morbus Parkinson, sowie für seltene Erkrankungen. Das Produktportfolio umfasst nahezu alle von der Weltgesundheitsorganisation (WHO) als unentbehrlich eingestuften Antikonvulsiva.

## Geschichte
Die Desitin-Werk Carl Klinke GmbH ging aus der 1919 in Hamburg gegründeten Carl Klinke GmbH und der 1922 in Berlin gegründeten Desitin hervor. Das erste damals produzierte Arzneimittel war eine Wund- und Heilsalbe. Mitte der 1920er Jahre verlagerte das Unternehmen seinen Sitz nach Hamburg.
In den 1950er Jahren wurde mit der Entwicklung von Arzneimitteln für Erkrankungen des zentralen Nervensystems begonnen. Noch heute sind ZNS-Arzneimittel der unternehmerische Schwerpunkt der jetzigen Desitin Arzneimittel GmbH.

## Produkte
Desitin entwickelte Verfahren, die es erlauben, dass retardierte Arzneimittel teilbar oder in Wasser löslich sind, ohne dass der Retardeffekt verloren geht. Das Unternehmen bietet unter anderem Oxcarbazepin und Valproat an.

### Produktliste
| Wirkstoffe                                                   | Handelsnamen                                                            | Indikationen |
| Apomorphin                                                   | Apomorphin Archimedes®                                                  | Morbus Parkinson |
| Benperidol                                                   | Glianimon®                                                              | Psychosen, psychomotorische Erregungszustände |
| Carbamazepin                                                 | Timonil® / Timonil® Saft / Timonil® retard                              | Alkoholentzug, Depression, diabetische Neuropathie, Epilepsie, genuine Glossopharyngeus-Neuralgie, Trigeminus-Neuralgie                                                       |
| Carbidopa, Levodopa                                          | isicom®                                                                 | Morbus Parkinson |
| Carbidopa, Levodopa                                          | isicom® retard                                                          | Morbus Parkinson |
| Chloralhydrat                                                | Chloraldurat®                                                           | Schlafstörungen |
| Clobazam                                                     | Clobazam Syri® Pharma                                                   | Angstzustände, Epilepsie, Unruhe |
| Clonazepam                                                   | Antelepsin®                                                             | Epilepsie |
| Diazepam                                                     | Diazepam Desitin® rectal tubes                                          | Angstzustände |
| Ethosuximid                                                  | Petnidan® / Petnidan® Saft                                              | Epilepsie |
| Glukose                                                      | glux® 30%ige Glucoselösung                                              | Ablenkung von Schmerz durch Reizüberlagerung bei der Anwendung chirurgisch invasiver Medizinprodukte und nichtchirurgisch invasiven Interventionen bei Früh- und Neugeborenen |
| Kaliumbromid                                                 | Kaliumbromid DESITIN® 850 mg Tabletten                                  | Epilepsie |
| Lamotrigin                                                   | Lamotrigin Desitin®                                                     | Bipolare Störung, Epilepsie |
| Lebertran, Zinkoxid                                          | Desitin® Salbe & Salbenspray                                            | Wunden |
| Levetiracetam                                                | Levetiracetam DESITIN® Konzentrat zur Herstellung einer Infusionslösung | Epilepsie |
| Levetiracetam                                                | Levetiracetam DESITIN® Lösung zum Einnehmen                             | Epilepsie |
| Levetiracetam                                                | Levetiracetam DESITIN® Minitabletten                                    | Epilepsie |
| Levomepromazin                                               | Neurocil®                                                               | Psychosen, psychomotorische Erregungszustände |
| Midazolam                                                    | Midazolam DESITIN® Lösung zur Anwendung in der Mundhöhle                | Krampfanfälle bei Kindern und Jugendlichen |
| Natriumvalproat                                              | Orfiril® / Orfiril® Saft                                                | Epilepsie |
| Natriumvalproat                                              | Orfiril® 100 mg/ml Injektionslösung                                     | Epilepsie |
| Natriumvalproat                                              | Orfiril® long                                                           | Bipolare Störung, Epilepsie |
| Natriumvalproat, Valproinsäure                               | Orfiril® CHRONO                                                         | Epilepsie |
| Oxcarbazepin                                                 | Apydan® extent                                                          | Epilepsie |
| Oxcarbazepin                                                 | Timox® extent                                                           | Epilepsie |
| Oxcarbazepin                                                 | Timox® Suspension                                                       | Epilepsie |
| Phenobarbital                                                | Luminal® Injektionslösung / Luminal® / Luminaletten®                    | Epilepsie |
| Phenytoin                                                    | Phenhydan®                                                              | Epilepsie |
| Phenytoin                                                    | Phenhydan® i.v.                                                         | Epilepsie |
| Piribedil                                                    | CLARIUM®                                                                | Morbus Parkinson |
| Primidon                                                     | Liskantin® / Liskantin® Saft                                            | Epilepsie |
| Promethazin                                                  | Atosil®                                                                 | Unruhe- und Erregungszustände bei psychiatrischen Erkrankungen, Übelkeit und Erbrechen, Schlafstörungen bei Erwachsenen                                                       |
| Retinolpalmitat, all-rac-Tocopherolacetat (Vitamine A und E) | Coldastop® Nasen-Öl                                                     | Akut oder chronisch geschädigte Nasenschleimhaut, Nachbehandlung nach Nasenoperationen                                                                                        |
| Stiripentol                                                  | Diacomit®                                                               | Epilepsie |
| Sultiam                                                      | Ospolot®                                                                | Epilepsie |
| Tetrabenazin                                                 | Tetmodis®                                                               | Chorea Huntington |
| Tiopronin                                                    | Thiola®                                                                 | Cystinurie, Cystinurolithiasis, Hämosiderose, Morbus Wilson, Schwermetallvergiftungen                                                                                         |
| Zonisamid                                                    | ZONISOL® Suspension                                                     | Epilepsie |
|                                                              | milkuderm® Fettcreme                                                    | Trockene Haut |
|                                                              | ParkoVit®                                                               | Folsäuremangel, Vitamin B12-Mangel, Vitamin D3-Mangel |

## Engagement
Seit dem Jahr 2001 vergibt die Gesellschaft für Neuropädiatrie (GNP) den mit 5.000 Euro dotierten „Desitin Forschungspreis“. Ziel ist es, junge Forschende, deren Projekte einen unmittelbaren Bezug zu klinischen Fragestellungen haben, zu unterstützen. Die Preisträgerinnen und Preisträger werden von einem Gremium aus Mitgliedern der GNP ausgewählt.
Desitin engagiert sich in der medizinischen Weiterbildung von Ärzten sowie Apothekern hinsichtlich der Behandlung neurologischer Erkrankungen.